# 莫斯米爾 (密蘇里州)
莫斯米爾（英語：Morse Mill）是位於美國密蘇里州傑佛遜縣的非建制地區。

## 歷史
莫斯米爾的郵局自1859年營運至今。

## 地理
莫斯米爾所處的海拔為高於海平面159米（即522英呎），而該地所採用的時區為UTC-6，即北美中部時區（CST）。同時該地設有夏令時間，為UTC-6調快一小時，即UTC-5（CDT）。